# نیروی زمینی بولیوی
ارتش بولیوی (اسپانیایی: Ejército Boliviano‎) نیروی زمینی زیرمجموعه نیروهای مسلح بولیوی است، که در سال ۱۸۱۰ تأسیس شد.